# Lejonsvansmakak
Lejonsvansmakak (Macaca silenus) är en primat i släktet makaker som förekommer i sydvästra Indien.
Synonymen Ouandérou (vanderu), eller någon omvandlad form, förekommer i det franska språket och i olika andra språk. Enligt den franska naturforskaren Georges-Louis Leclerc de Buffon användes namnet ursprungligen av Sri Lankas lokalbefolkning. Däremot har arten aldrig funnits på Sri Lanka.

## Kännetecken
Pälsens grundfärg är mörkbrun till svart, kännetecknande är det silvervita skägget kring ansiktet som påminner om lejonets man. Själva ansiktet saknar hår och är svart. Även svansen påminner om lejonets med sin svarta pensel vid slutet. Med en kroppslängd mellan 40 och 60 cm, en svanslängd mellan 24 och 38 cm samt en vikt mellan 3 och 10 kg är lejonsvansmakaken en av de mindre arterna i släktet.

## Utbredning och habitat
Arten förekommer bara i sydvästra Indien i södra delen av bergsområdet Västra Ghats. Habitatet utgörs av regnskogar.

## Levnadssätt
Individerna vistas nästan hela livet på träd. I motsats till andra makaker undviker de människans närhet och de uppsöker inte heller odlade områden. Liksom andra makaker lever de i större flockar med vanligen tio till tjugo individer som bildas av några hannar och många honor. Varje grupp har ett revir som försvaras mot artfränder från andra flockar. Ofta räcker det med varnande skrik men i sällsynta fall uppstår strider.
Lejonsvansmakak livnär sig främst på frukter. Den äter även blad, växtskott, insekter och mindre ryggradsdjur.
Dräktigheten varar i cirka 6 månader och sedan föds vanligen ett enda ungdjur. Ungdjuret avvänjes efter ungefär ett år och efter 4 (honor) till 8 år är ungarna könsmogna. Livslängden i naturen är upp till 20 år, individer i fångenskap blir upp till 30 år gamla.

## Hot
Lejonsvansmakaken är ganska skygg och undanträngs av människan som etablerar sig i artens levnadsområde. Ett annat hot är skogsavverkningar. IUCN uppskattar antalet vuxna individer med upp till 2 500 och listar arten som starkt hotad (endangered). I en del djurparker pågår avelsprogram som ska säkra artens bestånd.